# Cosmia aurantia
Cosmia aurantia là một loài bướm đêm trong họ Noctuidae.